# Colle di Vizzavona
Il Colle di Vizzavona (in francese Col de Vizzavona o Foce de Vizzavona, in corso Bocca di Vizzavona o Foce di Vizzavona) (1.163 m) è un passo che si trova al confine tra Corsica settentrionale e Corsica del Sud tra i comuni di Vivario e Bocognano, tra le valli del Gravona e quella dell'Agnone.
Collega Ajaccio con Corte ed è attraversato dalla Route Nationale 193.

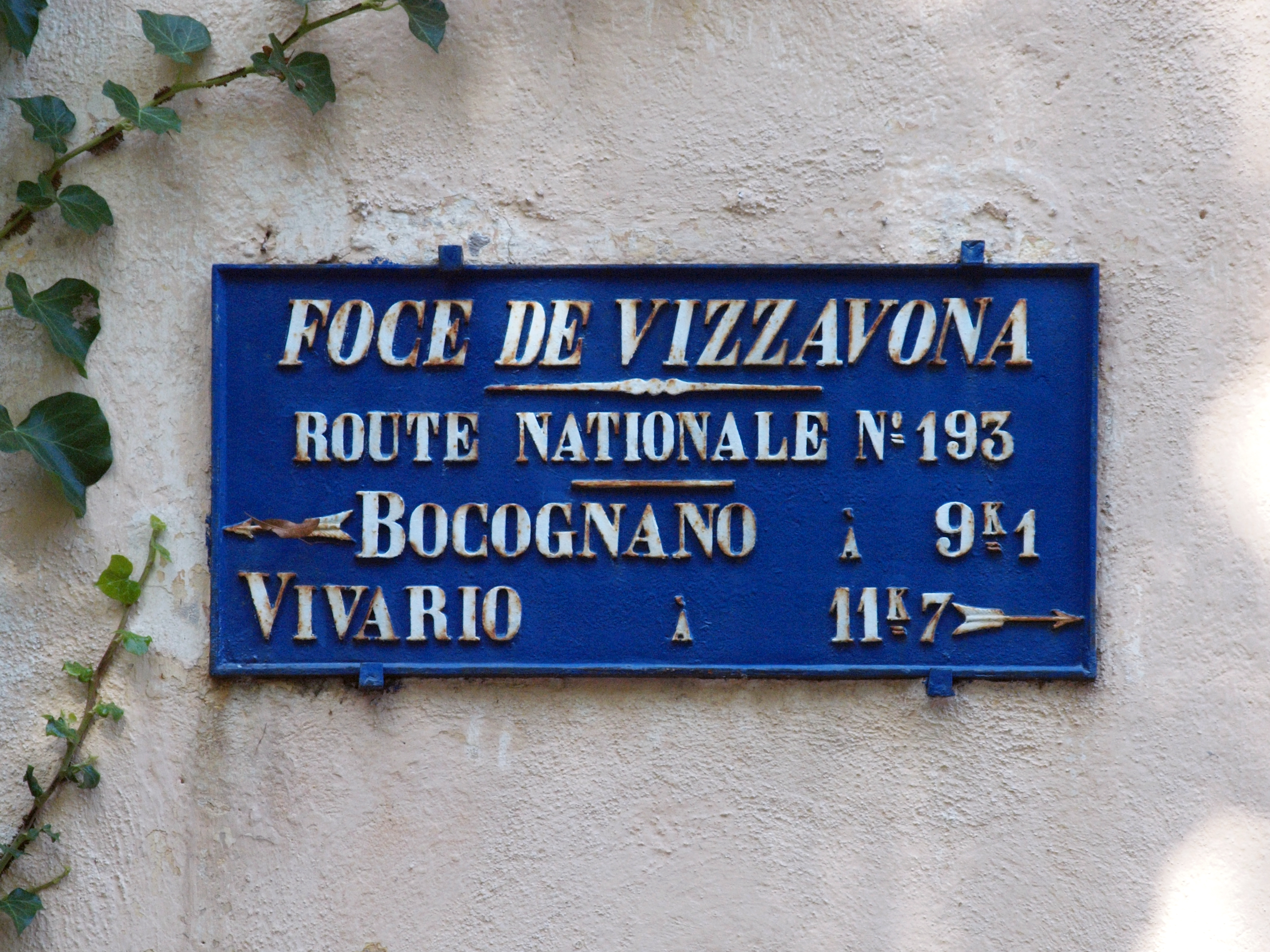
Placca sulla RN 193 sul passo.

## Voci correlate

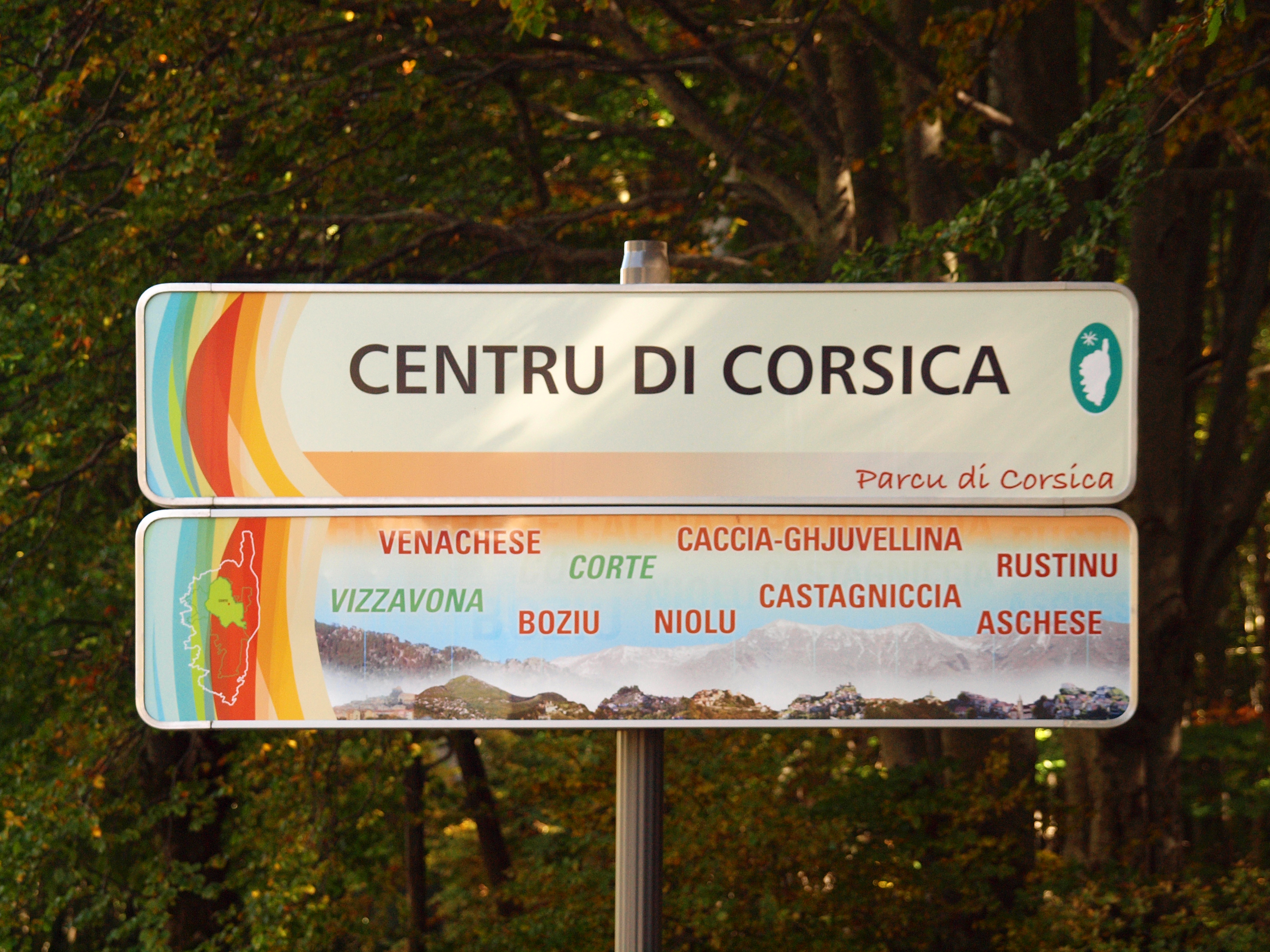
Il centro della Corsica situato nei pressi del colle.